# بتوقيت مكة (مسلسل)
بتوقيت مكة هو مسلسل تلفزيوني كويتي عُرض سنة 2021.

## القصة
يصاب مساعد بالزهايمر، وتعاني ابنته هنادي في رعايته، وترى مرضه حائل بينها وبين حلمها في الشهرة، فتتركه وحيدا بالمنزل وتنطلق لتحقيق حلمها، في حين تقابله شقيقته نوضة بالصدفة بعد سنوات من الفراق، وتحاول إصلاح ما أفسده شقيقها، فتنطلق في رحلة للبحث عن الأشخاص الذين تسبب في ظلمهم.

## طاقم التمثيل
- سعد الفرج
- حياة الفهد
- شوق محمد
- سعيد صالح
- محمد الجبرتي
- عبدالمنعم الغزال
- حنين زياد
- يحيى الشاطر
- عبدالرحمن الهزيم
- جميل علي
- راشد الورثان
- معتز العبدالله
- معاذ يونس
- فرح الخالد

## وصلات خارجية
- بتوقيت مكة (مسلسل) على موقع قاعدة بيانات الأفلام العربية